# Список екорегіонів Південно-Африканської Республіки
Нижче наведено список  екорегіонів в  Південно-Африканській Республіці, про що свідчить  Всесвітній Фонд дикої природи (ВФД).

## Наземні екорегіони
По  основних типах середовищ існування

### Тропічні та субтропічні вологі широколисті ліси
- Гірські ліси Найсна-Аматоле
- Прибережні ліси Квазулу-Кейп
- Прибережні ліси Мапуталенда
- Прибережні ліси Південного Занзібару-Іньямбане

### Тропічні і субтропічні луки, савани і чагарники
- Акацієві і комміфорні рідколісся Калахарі
- Бушвельд
- Рідколісся Замбезі і Мопане

### Гірські луки і чагарники
- Високогірні луки і ліси Драконових гір
- Гірські луки і ліси Драконових гір
- Луки Високого Велда
- Зарості і чагарники Мапуталенда-Пондоленда

### Середземноморські ліси, рідколісся і чагарники
- Зарості Олбані
- Низинний фінбош і реностервельд
- Гірський фінбош і реностервельд

### Пустелі і посухостійкі чагарники
- Калахарі
- Пустеля Карру
- Сукуленти Карру

### Тундра
- Тундра островів Південно-Індійського океану

### Мангри
- Південно-африканські мангри

## Прісноводні екорегіони
по біорегіону

### Замбезі
- Калахарі
- Низький Велд Замбезі

### Південний помірний
- Нагір'я Аматоле-Вінтерберг
- Cape Fold
- Нагір'я Малоті-Драконових гір
- Кару
- Південне Калахарі
- Південний помірний Високий Велд
- Західна Помаранчева

## Морські екорегіони
- Namaqua
- Агульяс
- Natal
- Острови Принца Едуарда